# 美利堅級兩棲突擊艦
美利堅級兩棲突擊艦（America-class amphibious assault ship）是一個由美國海軍所操作的45,000噸排水量兩棲突擊艦艦級，屬直昇機登陸突擊艦（Landing Helicopter Assault，LHA）類別，主要作為兩棲登陸作戰中空中支援武力的投射平台。美國海軍預計建造11艘、原稱為LHA(R)（R為「替代」（Replacement）之意）的此級軍艦，但是包括首號艦美利堅號（USS America LHA-6）在內、前兩艘被稱為Flight 0，與自三號艦LHA-8開始、被稱為Flight 1的改進版本，卻擁有不大相同的設計概念與構造。
其中Flight 0擁有巨大的機庫、彈藥庫與維修設施，著重航空武力的強化，並取消井圍甲板設置；Flight 1將會縮小艦橋體積，以騰出機庫空間，並保留一小規模的井圍甲板（Well deck）結構，在航空與水面作戰能力之間尋求較佳的平衡性。
美利堅級的首號艦、美利堅號（USS America LHA-6）於2012年10月20日下水，2014年10月11日服役，以取代艦齡35年的塔拉瓦級貝里琉號（USS Peleliu LHA-5）。

## 設計

### 概念

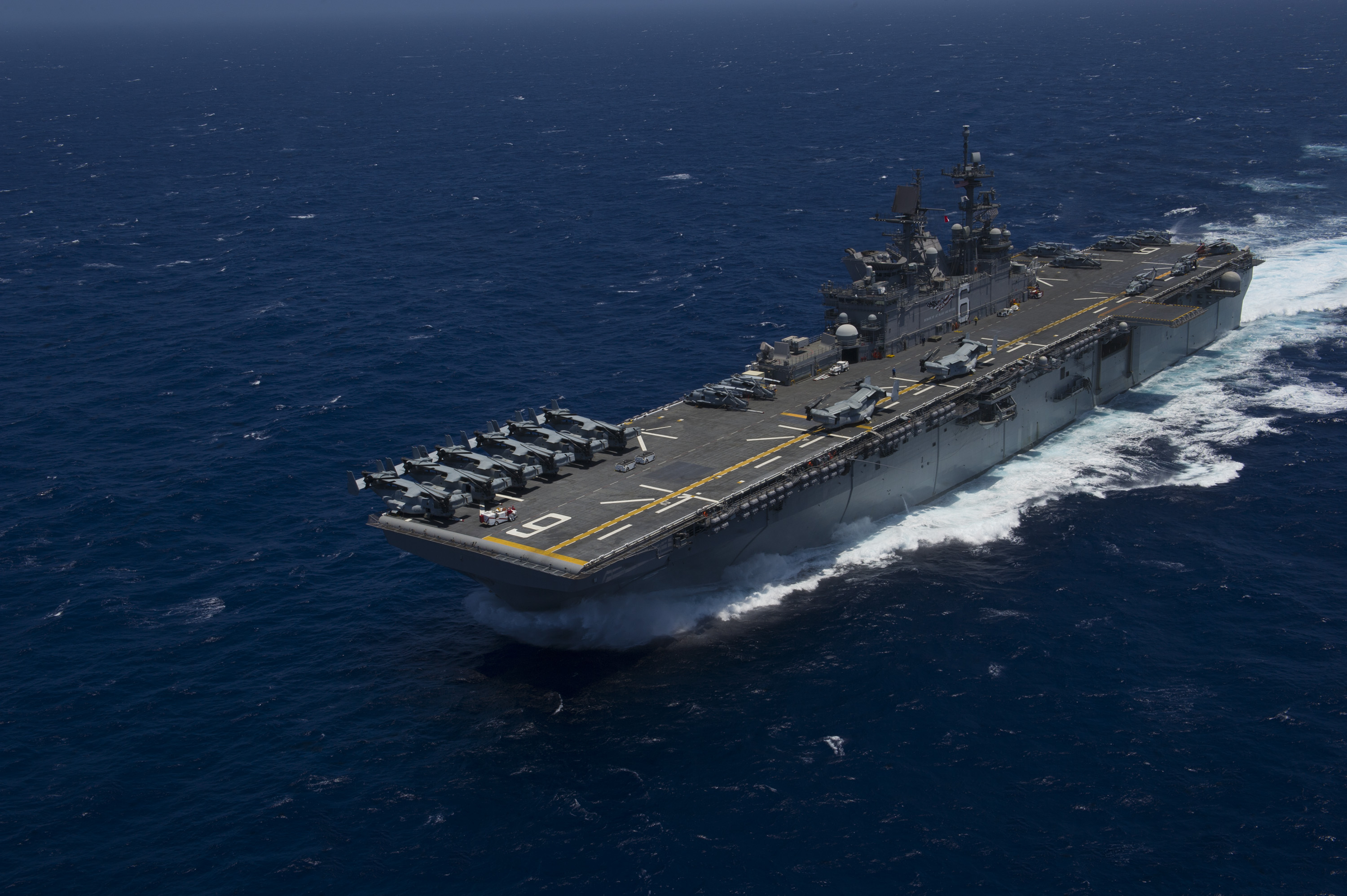
美利堅號(LHA 6)

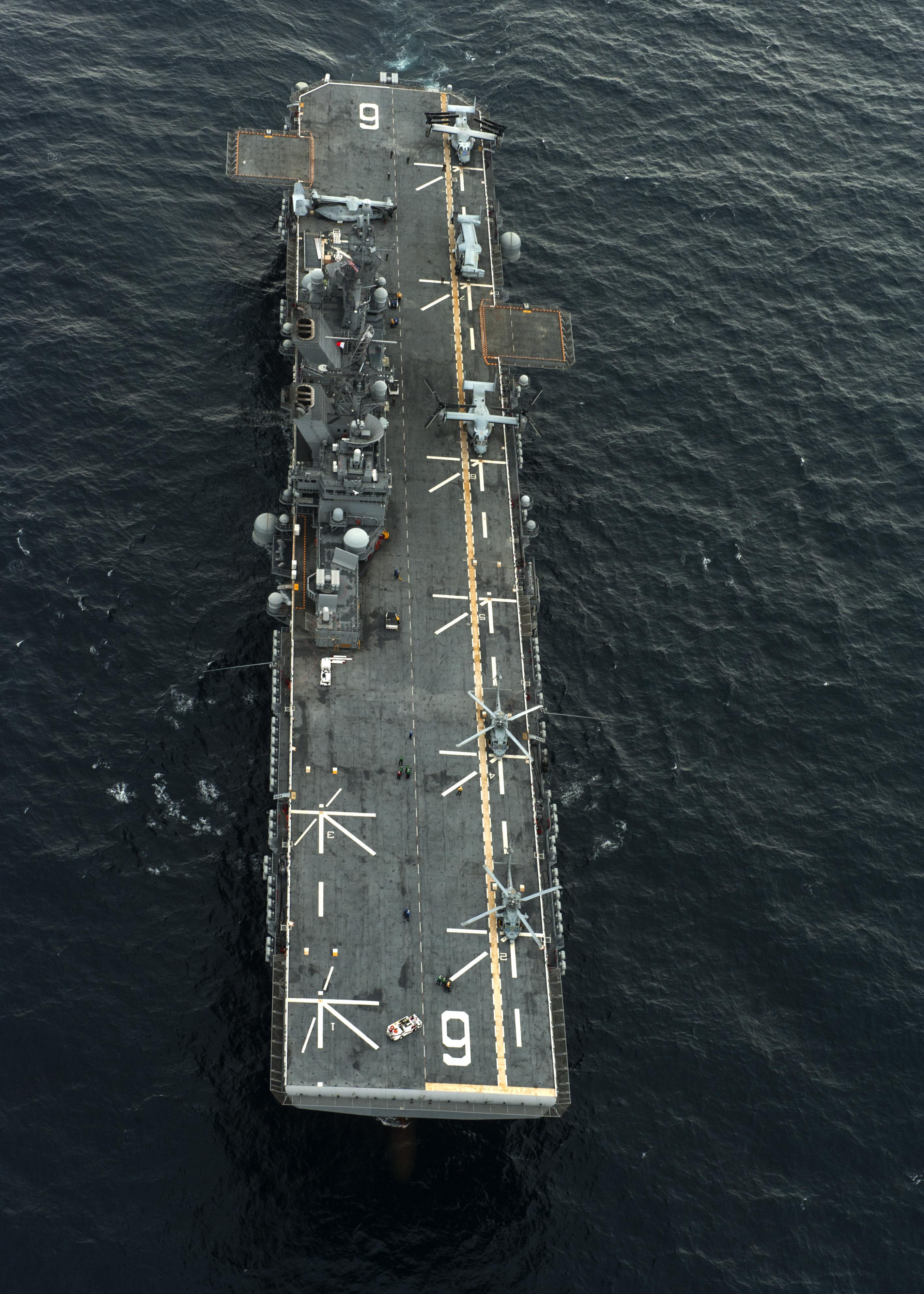
俯視美利堅號(LHA 6)

雖然被劃分為直昇機登陸突擊艦（LHA）類別，但美利堅級基本上是以最後一艘建造的胡蜂級馬金島號（USS Makin Island LHD-8）直昇機船塢登陸艦（LHD）為基礎所開發改良。作為美國海軍次世代「大甲板」（big-deck）突擊艦的首作，首批建造的美利堅級有45%的基礎結構沿用自馬金島號，但取消了兩棲艦艇常備的井圍甲板；並將LHD上的舷側醫療區空間縮減2/3。被取消掉的這些空間挪用給飛行設施，讓美利堅級在相同尺寸下換得一個更長的飛行甲板、更大的機庫、經重新安排與擴大的航空維修區、大幅擴充的零件與支援設備儲存空間，與更大的油料庫。以及可同時容納2架MV-22B「魚鷹式」傾旋翼機的維修艙。
除此之外，美利堅級與馬金島號同樣也是使用燃氣渦輪發動機（gas turbine）作為動力來源。美國海軍在1970年代大量運用奇異LM2500型燃氣渦輪發動機前，大型艦艇主要是用鍋爐推動蒸汽渦輪發動機，燃料來源早期是重油，目前則是以柴油為主；而美利堅級燃料改用JP-5航空煤油，與艦上所搭載的直昇機、傾旋翼機及噴射定翼機共用相同的燃料源。相較於傳統使用重油或柴油發動機的舊型船艦，共用燃料讓美利堅級的艦上補給與調度能力大幅提升。
雖然美利堅級也能搭載傳統美國海軍兩棲突擊艦所搭載的AV-8B垂直起降戰鬥機與各式直昇機，但此級突擊艦主要還是針對美國海軍陸戰隊未來的航空戰鬥元素（Aviation Combat Element, ACE）而特別打造。而所謂的ACE，則是一個由短場起飛/垂直降落（Short Take Off and Vertical Landing, STOVL）版本的F-35「閃電II式」聯合打擊戰鬥機（F-35B型），以及可以載運著海軍陸戰隊越過海岸線、將武力投射至灘頭防線後方的MV-22B「魚鷹式」傾旋翼機所組成的下一世代航空武力組合。美國海軍原使用的塔拉瓦級兩棲突擊艦因為甲板與機庫空間受限制之故，無法提供操作兩款ACE新機種所需的後勤能量，這也是促成美利堅級以加強航空戰力作為開發主軸的重要原因。

### 醫療設施
相比起前任黃蜂級完善的醫療設施(包括6間手術室以及64張病床)，美利堅級出於設計上強化了航空武力的使用，該級兩棲突擊艦犧牲了部分水面武力使用能力，連帶該級艦的醫療設施亦有所減少，美利堅級首批次(Flight 0)的艦載的醫療設施只有兩間手術室以及24張病床 ，尚不清楚第二批次(Flight 1)的美利堅級在修正設計後是否亦改善了醫療設施的佈置。

### 搭載機隊

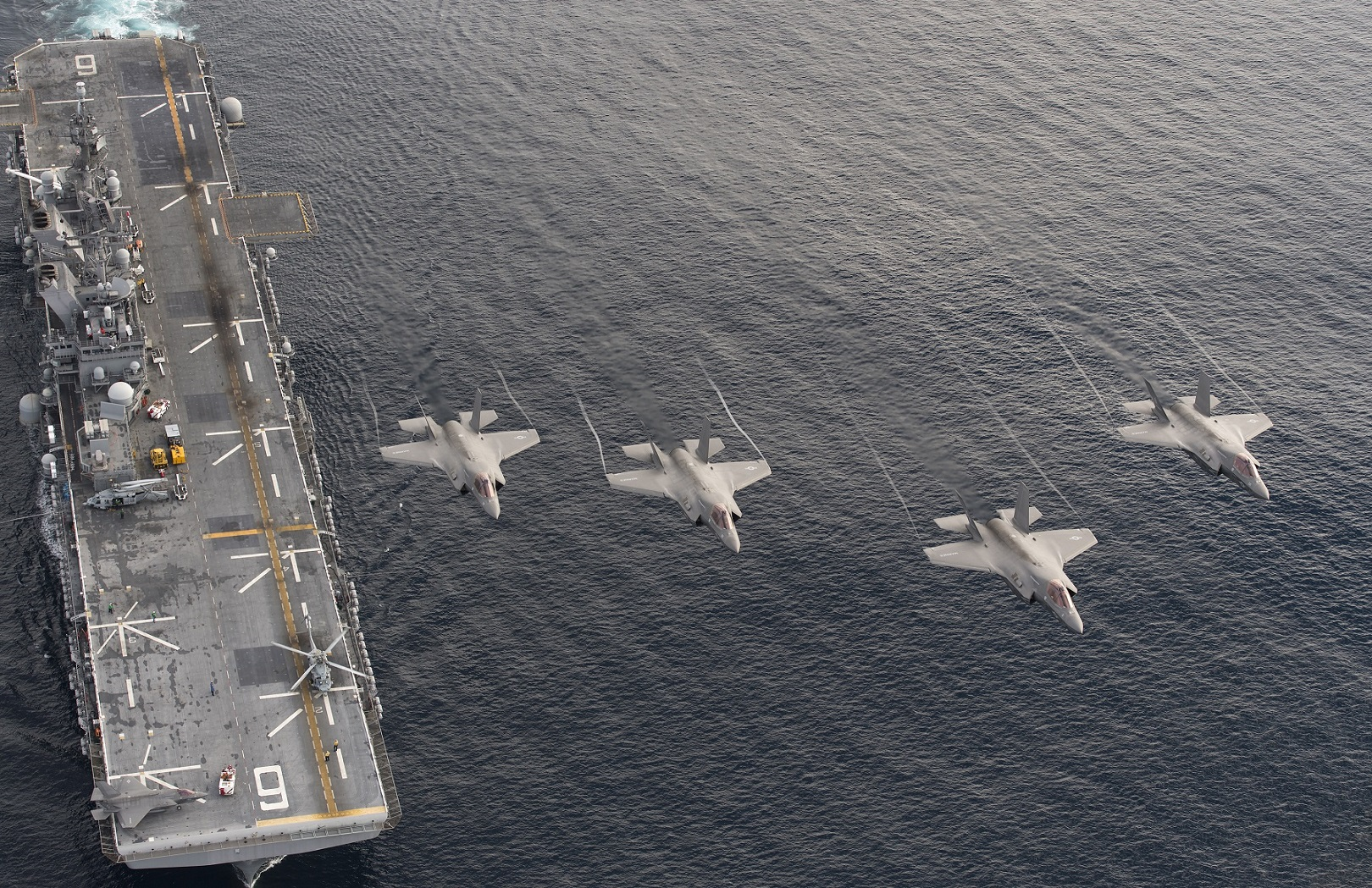
4架F-35B飛越美利堅號(LHA 6)上空

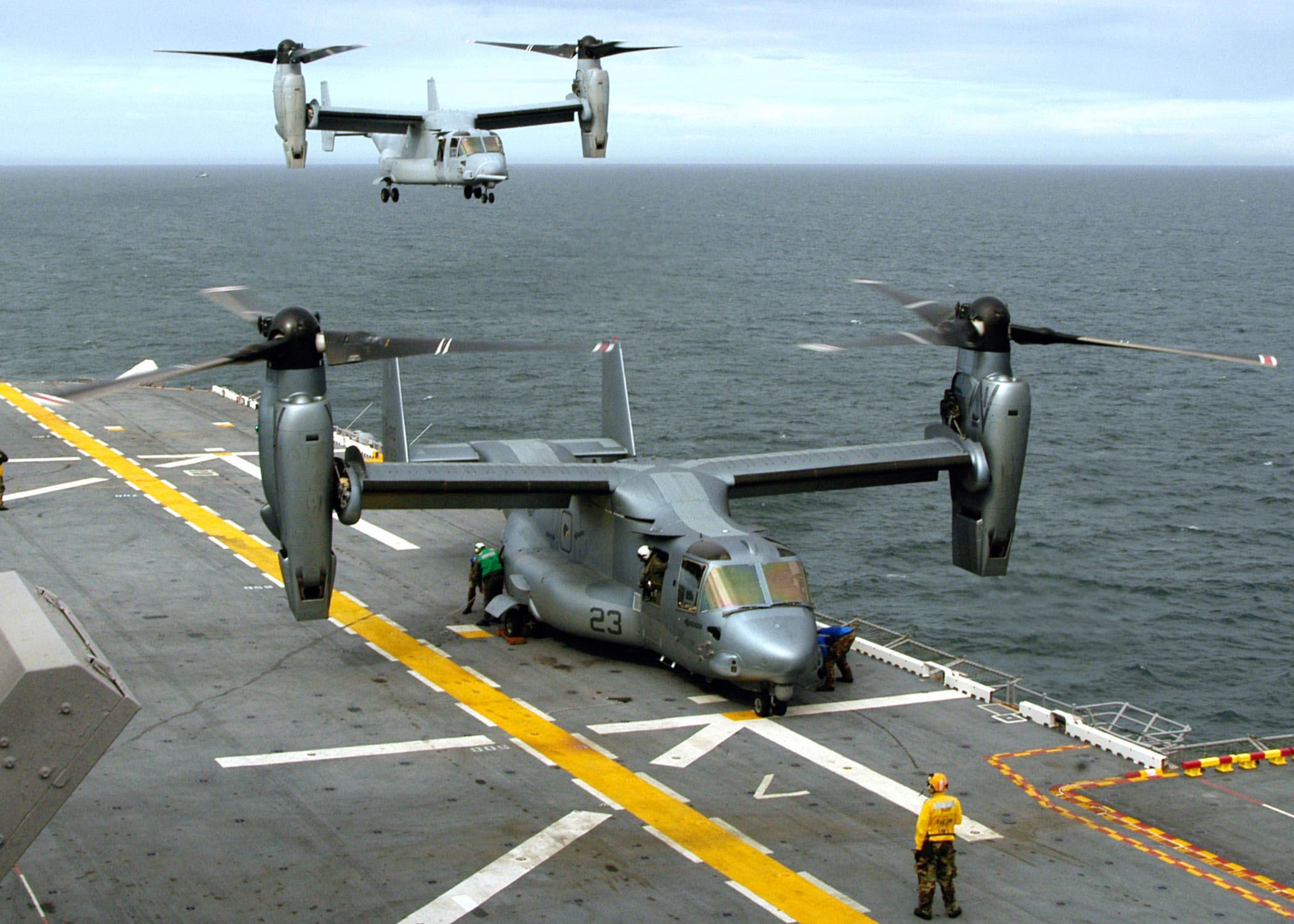
海軍陸戰隊所操作的MV-22B「魚鷹式」傾旋翼機比傳統直昇機飛行速度更快、酬載量更大、航程更遠，是新一代的登陸作戰利器。

美利堅級兩棲突擊艦可以搭載一個由12架MV-22、6架F-35B、4架CH-53E「超級種馬」（Super Stallion）重型直昇機、7架AH-1Z「蝰蛇」攻擊直昇機或UH-1Y「毒液」通用直昇機，以及2架MH-60S「海鷹」（Seahawk）搜救直昇機所組成的混編機隊，或單純只搭載20架F-35B戰鬥機與2—3架H-60搜救直昇機/SH-60「海鷹」，空中攻擊火力最大化的配置。

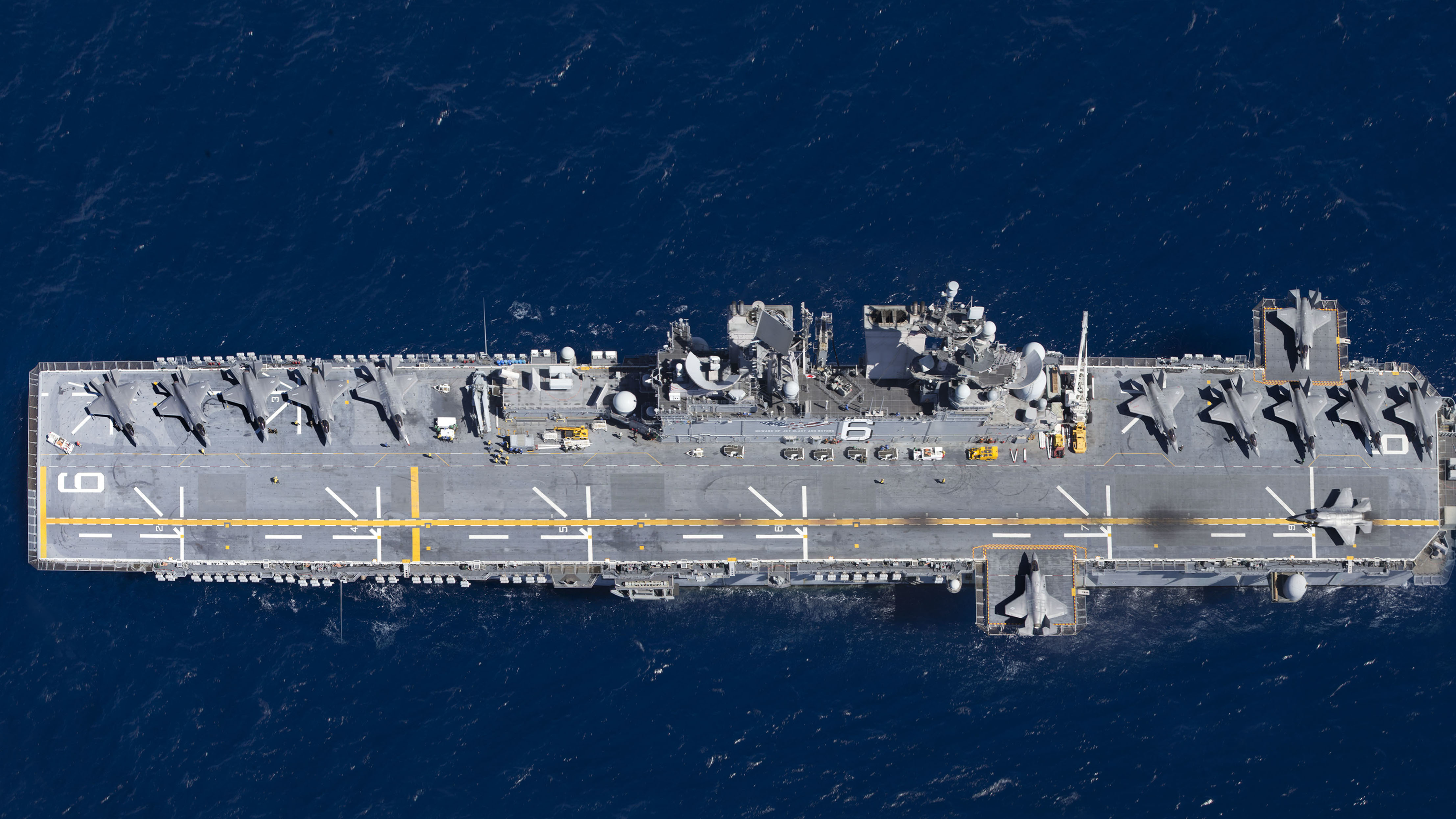
2019年10月在東太平洋進行例行訓練中，美利堅號(LHA-6)首次搭載13架F-35B進行實戰部署，確認了從兩棲突擊艦轉換成「閃電航母」的能力。
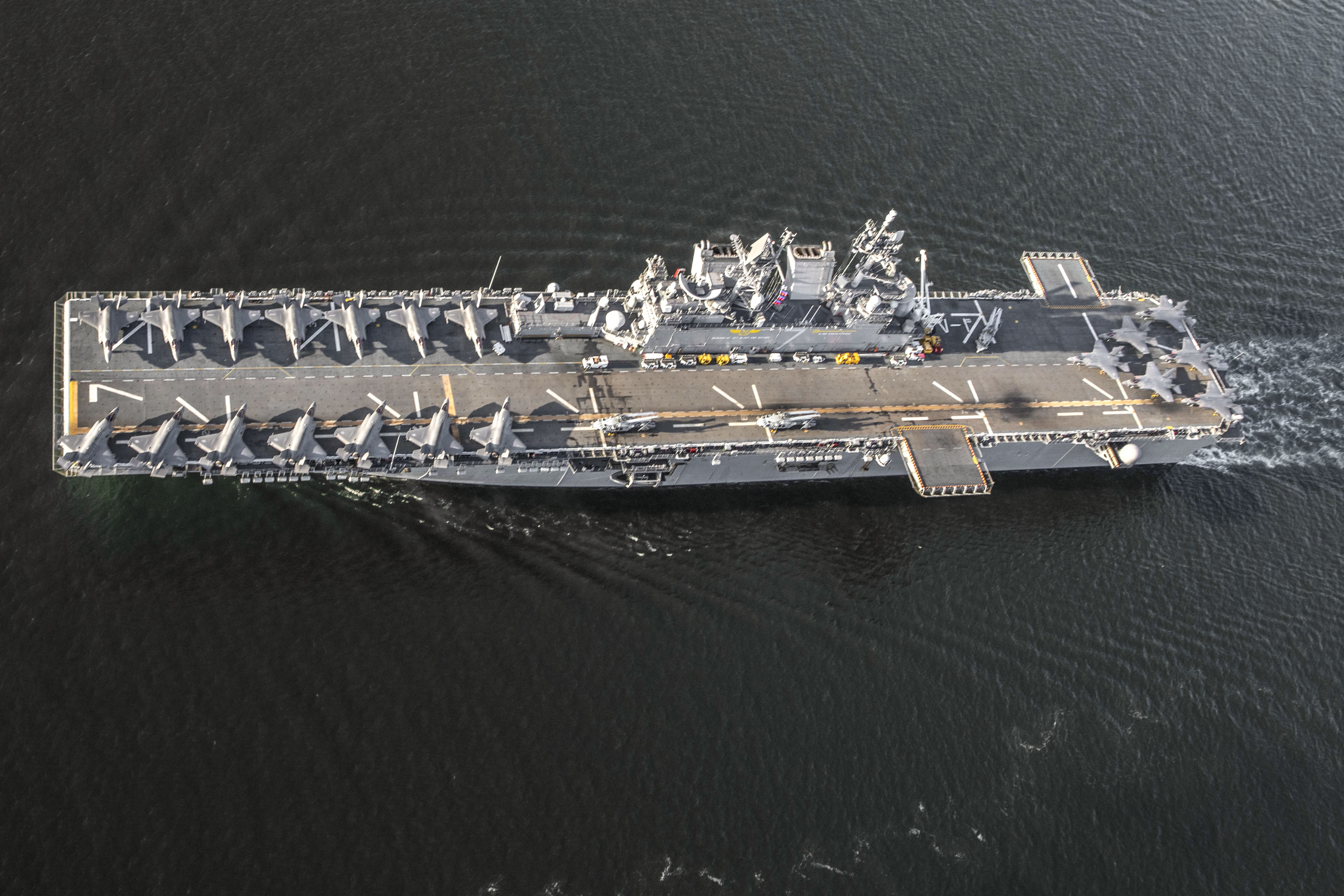
2022年4月，的黎波里號(LHA-7)搭載20架F-35B進行實戰部署，演練「閃電航母」概念。

### 武裝與設備
以支援與領導角色為主、從戰線後方透過空中與海上方式投射火力的美利堅級，並未搭載主動攻擊武裝。艦上所裝備的武器系統以防衛為主，包含一套船艦自我防衛系統（Ship Self-Defense System, SSDS）與一套近迫武器系統（Close-In Weapon System, CIWS）。
- 二代船艦自我防衛系統（SSDS Mk 2）
  - AN/SPS-48G長程空中搜索雷達
  - AN/SPQ-9B水平搜索雷達
  - 聯合接戰能力（Cooperative Engagement Capability, CEC）數位網路系統
  - 公羊飛彈（RIM-116 Rolling Airframe Missiles, RAM）
  - 進化型海麻雀飛彈（RIM-162 Envolved SeaSparrow Missiles, ESSM）
  - AN/SLQ-32B(V)2電子作戰系統，附Mk 53「納爾卡」電子誘餌發射系統（Nulka DLS）
- 方陣近迫武器系統Block 1B（Phalanx CIWS Block 1B）
  - Ku頻雷達
  - 20公釐M61火神砲

## 缺點與設計改變
不似過去在兩棲登陸作戰中，主要是以舰载投送兵力進行搶灘、與敵方岸防陣線在灘頭上硬碰硬，現代的兩棲作戰側重利用直昇機或傾旋翼機等空中裝備載運海軍陸戰隊的士兵越過敵方防線後，進行防線的突破。配合這樣的作戰方式，縱使是兩棲突擊艦也逐漸需要更強大的空中作戰能力，因此才有美利堅級兩棲突擊艦這種純粹強調空中支援能力的設計出現。但是，當作戰持續進行時，就不能只靠空中部隊所運輸的少數菁英士兵與輕型裝備持續作戰，一些如坦克、火砲、卡車等重裝備與更大量的支援兵力，仍然得靠氣墊登陸艇（LCAC）或通用登陸艇（LCU）等水面登陸設備的運輸才能上岸。
在傳統的兩棲作戰船艦上通常配備有井圍甲板構造，當船身內的壓水艙注入海水時船的吃水會變深，使得井圍甲板的高度能更貼近水面，設備與人員在大型船艦與停靠在其一旁的登陸艇之間的移動將變得便利迅速。如塔拉瓦級之類的舊型兩棲突擊艦因為船身尺碼夠大，因此其井圍甲板是設計在後段的船身內，為一種類似乾塢的構造。當需要運送的物資已經都轉移到登陸艇上後，兩棲突擊艦會開始在船內的乾塢注水，並且打開艦尾的閘門讓登陸艇駛出。但是，假如沒有井圍甲板的設計兩棲作戰艦上的設備就必須以吊車之類的設備垂降至登陸艇上，人員也必須攀爬繩梯下船，或是依賴直升機登陸，大幅降低效率，這在作戰中將會造成重大的影響，這就成了美利堅級Flight 0的重大缺陷。
因此，在經過一些相關研究與討論後，美國海軍作戰部長與海軍陸戰隊指揮官在2012年2月時簽署一項備忘錄，決議將會從舷號LHA-8的三號艦開始恢復井圍甲板的構造。LHA-8基本上是以LHA-6的設計為基礎，但是擁有一個稍微小一點的機庫，其井圍甲板的尺碼也會比傳統的黃蜂級略小，但仍能提供相當程度的水面設備支援能力，各方面性能也重回均勻。為了騰出足夠的空間供多出的井圍甲板使用，LHA-8之後的新艦將會擁有一個改良過、體積略小的艦島結構。
2017年6月16日，美國海軍海上系統司令部與英戈爾斯造船廠簽訂一紙約30億美元的合約，用於設計與建造LHA-8，並公開新艦將命名為布干維爾號（USS Bougainville）以紀念發生於1943年的布干維爾島戰役。如同美國海軍先前已經公開的計畫，LHA-8與已經下水的前兩艘Flight 0最大的不同，在於配置了一座可以容納兩艘LCAC或一艘LCU的井圍甲板。

## Flight 0與現役航空母艦的比較
美利堅級的 Flight 0 在構造上更側重立體兩棲作戰，在"閃電航母"模式下與非斜向甲板設計之航空母艦十分接近。她的排水量及長度均接近法國海軍的戴高樂號航空母艦，不過美利堅級沒有彈射器及阻拦索，只能部署短場起垂直降（STOVL）定翼機。
截至2020年止，比較世界各國現役的航空母艦，除了英國皇家海軍的伊麗莎白女王級航空母艦（65,000噸）、中國海軍的遼寧號（60,900噸）、山東號（60,000-70,000噸）和福建號（80000余吨）、俄羅斯海軍的庫茲涅佐夫號（59,000噸）之外，美利堅級45,000噸的排水量已經超越了其他國家所有服役中的主力航空母艦。唯美國海軍擁有11艘10萬噸級的核動力航空母艦（尼米茲級與福特級），因此可以比較得出美利堅級的尺吋與噸位落差。

## 同型号两栖登陆舰比较
|              |            | 胡蜂級兩棲突擊艦       | 美利堅級兩棲突擊艦      | 075型两栖攻击舰       | 第里雅斯特級兩棲突擊艦   | 胡安·卡洛斯一世級                    | 西北風級兩棲突擊艦          |
| ------------ | ---------- | ---------------------- | ----------------------- | --------------------- | ------------------------ | ------------------------------------ | --------------------------- |
| 船体         | 満載排水量 | 41,150 吨              | 45,693 吨               | 36,000 吨             | 38,000 吨                | 27,082 吨                            | 21,500 吨                   |
| 船体         | 全長       | 257米                  | 257米                   | 232 米                | 245 米                   | 230.82 米                            | 210 米                      |
| 船体         | 全幅       | 36 米                  | 36 米                   | 36 米                 | 36 米                    | 32 米                                | 32 米                       |
| 动力         | 方式       | 蒸氣動力               | CODLOG                  | CODAD                 | CODOG＋电力推动          | IFEP                                 | 柴电动力                    |
| 动力         | 动力       | 70,000 hp              | 70,000 hp               | 64,000 hp             | 102,000 hp               | 29,500 hp                            | 19,040 shp                  |
| 动力         | 速力       | 22 节                  | 22 节                   | 23 节                 | 25 节                    | 19.5 节                              | 18.8 节                     |
| 武器         | 火炮       | 方陣近迫武器系統×3     | 方陣近迫武器系統×2      | H/PJ-11近迫武器系統×2 | Mk 75 76公釐艦炮×3       | 20mm M693 F2機炮×4                   | 30毫米機炮×2                |
| 武器         | 火炮       | 12.7毫米重機槍×7       | 12.7毫米重機槍×7        | H/PJ-11近迫武器系統×2 | 25毫米機炮×3             | 12.7mm重機槍×2                       | 12.7mm重機槍×4              |
| 武器         | 导弹       | RAM 21联装发射器×2     | ESSM 8联装发射器×2      | HHQ-10 18联装发射器×2 | VLS×16 （Aster 或 CAMM） | -                                    | SIMBAD 2联装发射器×2        |
| 武器         | 导弹       | RAM 21联装发射器×2     | RAM 21联装发射器×2      | HHQ-10 18联装发射器×2 | VLS×16 （Aster 或 CAMM） | -                                    | SIMBAD 2联装发射器×2        |
| 航空運用機能 | 飛行甲板   | 全通（兼容STOVL）      | 全通（兼容STOVL）       | 全通                  | 全通（滑跳起飛甲板）     | 全通（滑跳起飛甲板）                 | 全通                        |
| 航空運用機能 | 舰載機数   | F-35B×6                | F-35B×6                 | 直升機×30             | F-35B×4-8                | AV-8B×10 ※F-35B（未来计划）          | 直升机ー×16                 |
| 航空運用機能 | 舰載機数   | 直升機×24              | 直升機×24               | 直升機×30             | 直升機×6-9               | 直升機×12                            | 直升机ー×16                 |
| 登陆运送功能 | 登陆艇     | 70吨LCU×2 或LCAC-1級×3 | 無                      | LCAC×2或3             | 70吨LCU×4 或LCAC-1級×1   | LCM-1E型×4和複合艇×4〜6 或LCAC-1級×1 | LCM×8艇 LCU×2艇或LCAC-1級×2 |
| 登陆运送功能 | 登陸部隊   | 約1,900名              | 約1,900名               | 約1,600名             | 1,043名                  | 902名                                | 短期:900名 長期:400名       |
| 同型艦数     | 同型艦数   | 7艘服役 1艘退役        | 订购9艘 2艘服役 2艘建造 | 3艘服役 1艘下水舾裝中 | 1艘                      | 1艘（準同型3艘）                     | 3艘（準同型2艘）            |

## 同級艦
| 艦名                | 艦名                 | 舷號                | 造船廠                    | 安放龍骨            | 下水                | 服役                | 母港                | 狀態                |
| 第0批次（Flight 0） | 第0批次（Flight 0）  | 第0批次（Flight 0） | 第0批次（Flight 0）       | 第0批次（Flight 0） | 第0批次（Flight 0） | 第0批次（Flight 0） | 第0批次（Flight 0） | 第0批次（Flight 0） |
| ------------------- | -------------------- | ------------------- | ------------------------- | ------------------- | ------------------- | ------------------- | ------------------- | ------------------- |
| 美利堅號            | USS America          | LHA-6               | 帕斯卡古拉 英戈爾斯造船廠 | 2009年7月17日       | 2012年6月4日        | 2014年10月11日      | 日本佐世保海军基地  | 服役中              |
| 的黎波里號          | USS Tripoli          | LHA-7               | 帕斯卡古拉 英戈爾斯造船廠 | 2014年6月20日       | 2017年5月1日        | 2020年7月15日       | 聖地牙哥海軍基地    | 服役中              |
| 第1批次（Flight 1） |                      |                     |                           |                     |                     |                     |                     |                     |
| 布干維爾號          | USS Bougainville     | LHA-8               | 英戈爾斯造船廠            | 2019年3月14日       | 2023年10月6日       | 预计2026年8月       |                     | 海試中              |
| 費盧傑號            | USS Fallujah         | LHA-9               | 英戈爾斯造船廠            | 2023年9月20日       |                     | 预计2030年9月       |                     | 建造中              |
| 海曼德省號          | USS Helmand Province | LHA-10              | 英戈爾斯造船廠            |                     |                     |                     |                     | 已簽約              |

## 外部連結
- 美國海軍兩棲突擊艦資料頁 （页面存档备份，存于）（美國海軍官方網站）（英文）
- 【武器大觀】美軍美利堅級直升機突擊艦[永久]（青年日報）（繁體中文） ，國防部pdf